# Horton-Plains-Nationalpark
Der  Horton-Plains-Nationalpark ist ein Nationalpark im zentralen Hochland von Sri Lanka, den Central Highlands of Sri Lanka, in dem noch zwei weitere Schutzgebiete liegen, Peak Wilderness Sanctuary und Knuckles Mountain Range. Dieses hügelige Plateau in einer Höhe von 2100 bis 2300 Metern wird wegen seiner reichen Artenvielfalt als „Super-Biodiversitäts-Hotspot“ bezeichnet. Viele der hier existierenden Arten sind endemisch. Die Central Highlands wurden am 31. Juli 2010 in die Liste des UNESCO-Weltnaturerbes aufgenommen.

## Geophysische Merkmale

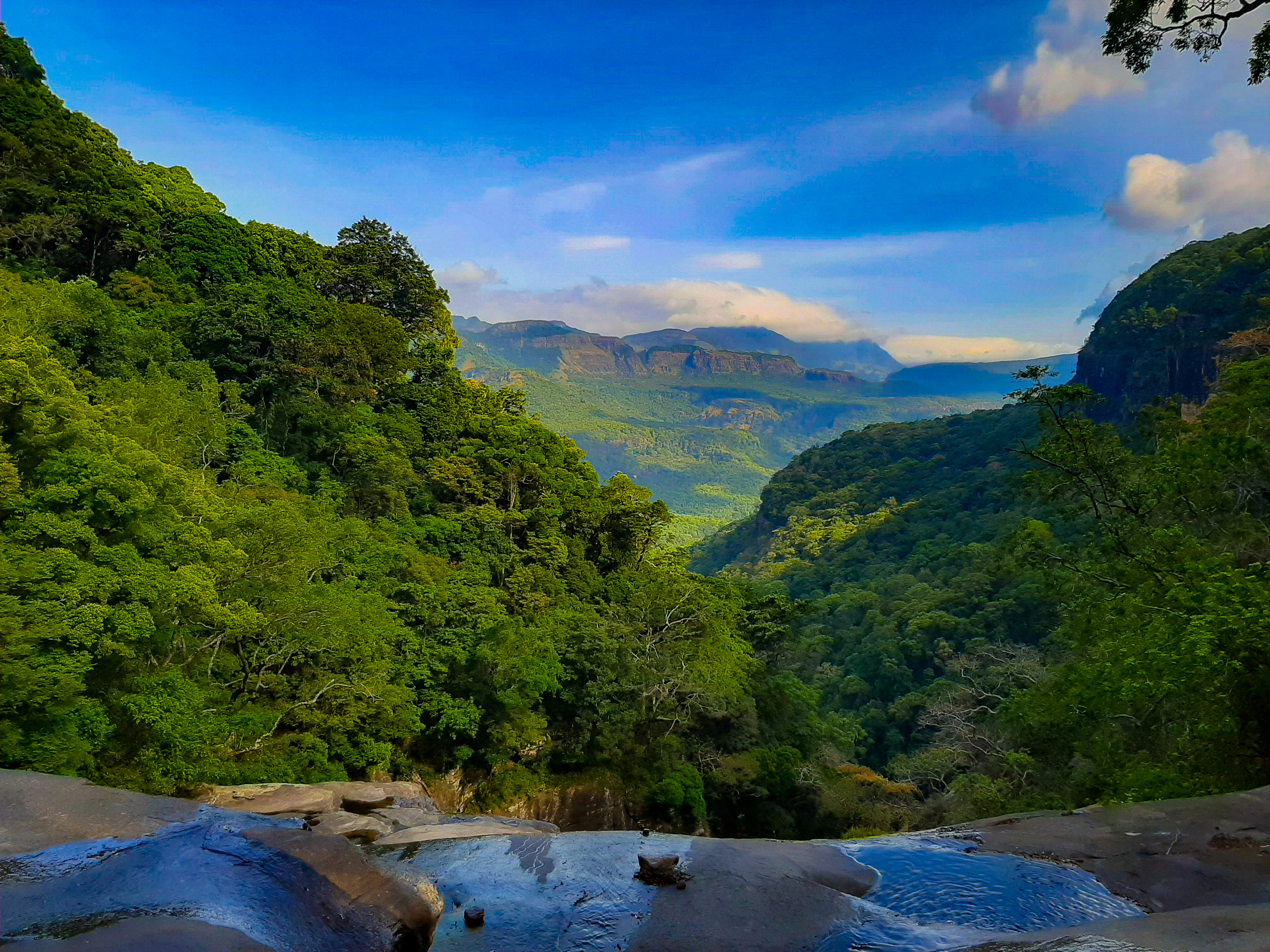
Knuckles Mountain Range von einem Pool bekannt als Infinity Pool

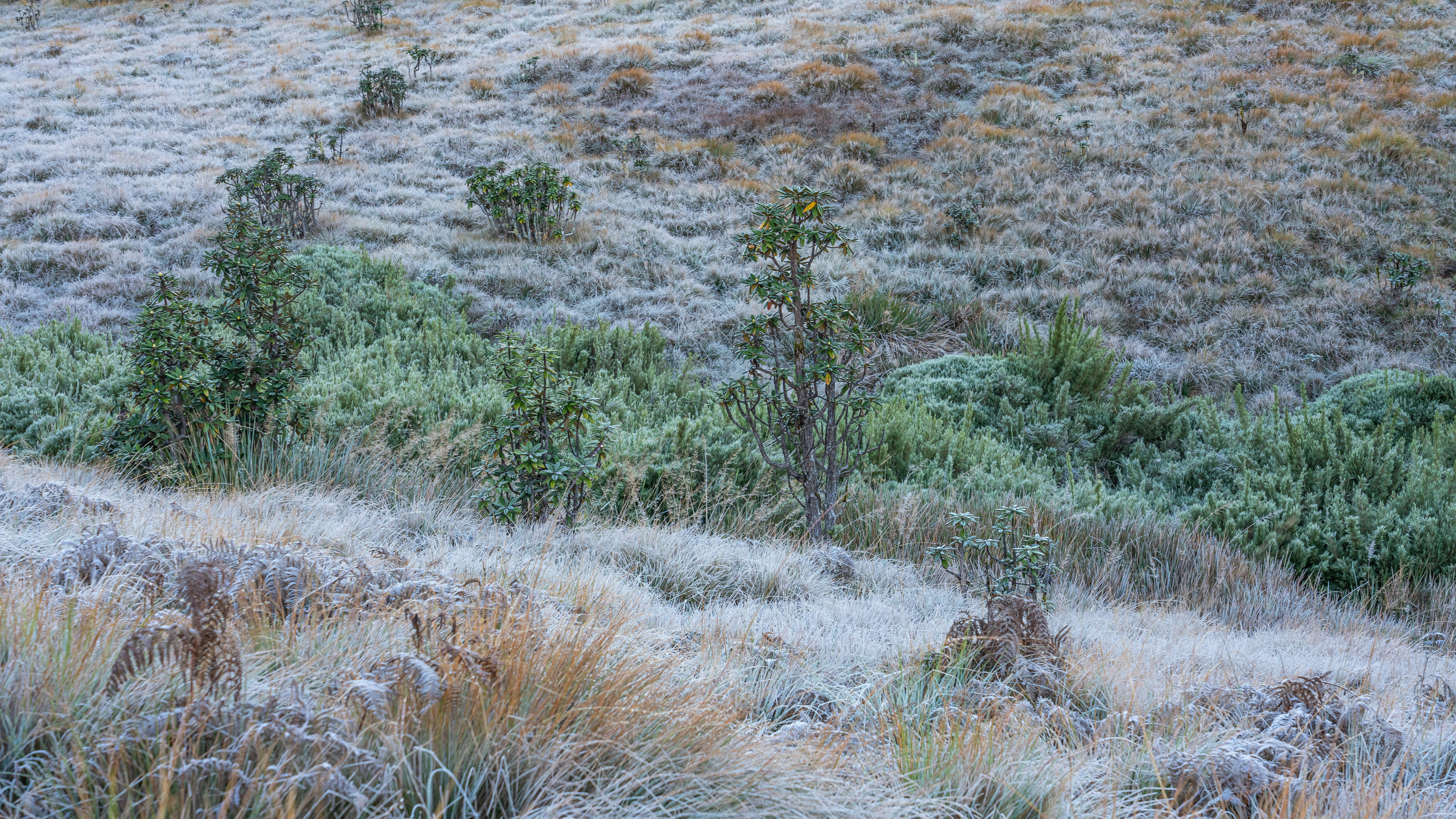
Am frühen Morgen mit Reif bedeckte Vegetation im Horton-Plains-Nationalpark

Der Horton-Plains-Nationalpark liegt auf dem südlichen Plateau der Central Highlands in über 2000 Metern Höhe, was ein kühleres und windigeres Klima als im Tiefland mit sich bringt. Die Berge Kirigalpoththa (2389 m) und Thotupola Kanda (2357 m) befinden sich im westlichen beziehungsweise nördlichen Teil. Der markante Gipfel von Adam’s Peak (2243 m), auch Sri Padaya oder Samanalakanda genannt, liegt westlich des Parks. Das Gestein stammt aus präkambrischer Zeit und besteht unter anderem aus Charnockit und Granitgneis. Der Erdboden ist oft rötlichgelb.
Die jährliche Regenmenge beträgt wenig mehr als 2000 Millimeter. Häufige Wolkenbildung begrenzt die Sonnenscheindauer, sodass die Pflanzen über weniger Licht verfügen als im übrigen Land. Die durchschnittliche Temperatur beläuft sich auf 13 °C, aber sie wechselt im Tagesverlauf erheblich und kann während des Tagesverlaufs 27 °C und nachts 5 °C und weniger betragen. Während des Südwest-Monsuns zwischen Mai und September erreicht der Wind manchmal Orkanstärke. Von Januar bis März gibt es eine trockene Saison. Im Februar ist Bodenfrost üblich. Während der feuchten Jahreszeit herrscht tagsüber oft Nebel.
Der Park wird als die wichtigste Wasserscheide der Insel angesehen. Horton Plains sind der Ursprung von drei großen Flüssen, Mahaweli, Kelani und Walawe. Die Hochebene speist auch Belihul Oya, Agra Oya, Kiriketi Oya, Uma Oya und Bogawantalawa Oya. Aufgrund der hohen Lage erzeugen Nebel und Wolken viel Luft- und Bodenfeuchtigkeit. Langsam fließende Gewässer, Teiche, Sümpfe und Wasserfälle sind wichtige Feuchtbiotope.

## Geschichte
Der ursprüngliche singhalesische Name des Gebiets ist Maha Eliya Thenna, „große offene Ebene“. 12.000 Jahre alte Steinwerkzeuge, die bis zur Balangodakultur zurückdatiert werden können, wurden hier gefunden. In der Zeit der britischen Herrschaft wurde die Region nach Sir Robert Wilmot-Horton umbenannt, dem Gouverneur von Ceylon von 1831 bis 1837.
Die einheimische Bevölkerung stieg aus der Ebene in die Berge, um Edelsteine wie Rubine, Saphire, Topase und Spinelle zu schürfen, Eisenerz abzubauen, einen Bewässerungskanal anzulegen und Bäume für Bauholz zu fällen. Sir Joseph Dalton Hooker riet der britischen Regierung, alle Bergwälder über 5000 Fuß Höhe unberührt zu lassen. Eine diesbezügliche Anordnung wurde 1873 erlassen und verhinderte das Schlagen weiterer Bäume.
Horton Plains wurde am 5. Dezember 1969 zum Wildschutzgebiet erklärt und am 18. März 1988 wegen seiner Artenvielfalt in einen Nationalpark umgewandelt. Dieser bedeckt eine Fläche von 3160 Hektar und enthält das umfassendste Nebelwaldgebiet, das auf Sri Lanka noch erhalten ist. Am 31. Juli 2010 wurden die Central Highlands zusammen mit dem Horton-Plains-Nationalpark, Peak Wilderness Sanctuary und Knuckles Mountain Range in die Liste des UNESCO-Weltnaturerbes aufgenommen.

## Flora
Die Vegetation des Parks hat zwei charakteristische Erscheinungsformen, nämlich 2000 Hektar feuchtes Grasland, in Sinhala patana genannt, und 1160 Hektar subtropischen immergrünen Bergregenwald (Sri Lanka submontane and montane rain forests). Nahezu 750 Pflanzenarten aus 20 Pflanzenfamilien wurden gezählt. Die Bäume der Wälder erreichen eine Höhe von zwanzig Metern und bestehen hauptsächlich aus Calophyllum walkeri zusammen mit Myrthenarten wie Syzygium rotundifolium und Syzygium scerophyllum sowie Lorbeergewächsen wie Ceylon-Zimtbaum (Cinnamomum ceylonaicum) und Actinodaphne speciosa. Das Untergrunddickicht ist mit dem Akanthusgewächs Strobilanthes sp. bewachsen und verhindert das Entstehen einer Krautschicht. Zwergbambusgewächse wie Indocalamus spp. und Ochlandra spp. sind hier zu finden. Büsche von Rhodomyrtus tomentosa wachsen hauptsächlich an Waldrändern und nahe der Berggipfel. Arten wie Gordonia sp. und Rhododendron arboreum ssp. zeylanicum haben sich von Südindien und dem Himalaya aus nach Sri Lanka ausgebreitet und sind jetzt hier heimisch. Es wurden 54 Baumarten gezählt, von denen die Hälfte endemisch ist. Die Stämme und Äste der Bäume sind mit vielen Arten von Farnen, Bärlappen (Lycopodium), Flechten und Orchideen bewachsen. Die Bartflechte (Usnea barbata) hängt von den Zweigen herab. Etwa 16 Orchideenarten kommen nur hier vor. Andere bemerkenswerte Pflanzen sind die Scheinbeere Gaultheria fragrantissima, Exacum walkeri, Sonnentau (Drosera indica) und der Westindische Baumfarn (Cyathea arborea). Erst 2007 wurde die Flechte Anzia sp. (aus der Ordnung der Lecanorales) hier entdeckt.
Häufige Buschfeuer und intensive Beweidung charakterisieren die Graslandflora. Sie wird dominiert von den Süßgräsern Arundinella villosa und Chrysopogon zeylanicus. In tiefliegenden Gegenden gibt es Sümpfe und Wasserläufe mit Jacobsens Wasserähren (Aponogeton jacobsenii), Flutende Moorbinsen (Isolepsis fluitans) und Wasserschläuchen (Utricularia sp.) Der Bambus Chimonobambusa densifolia gedeiht entlang der Gewässerufer, und in den Sumpfgebieten wachsen Grasarten wie Binsen (Juncus prismatocarpus), Garnotia patula var. mutica, Eriocaulon sp. und das blau blühende Bitterblatt (Exacum trinervium). Steife Grasbüschel von Chrysopogon zeylanicus und Cymbopogon confertiflorus werden in feuchten Tallagen gefunden. Die Staudenflora umfasst Arten aus Gattungen, die in der gemäßigten Zonen verbreitet sind, wie Hahnenfuß (Ranunculus), Kreuzkraut (Senecio), Enzian (Gentiana), Frauenmantel (Alchemilla) und Läusekraut (Pedicularis), aber auch tropische Arten wie Eriocaulonsp. und Ipsea speciosa. Am verbreitetsten sind boreale krautige Pflanzen wie Arten von Veilchen (Viola), Lobelie (Lobelia), Scheinbeere (Gaultheria), Erdbeere (Fragaria) und Wegerich (Plantago).
Es gibt gegensätzliche Ansichten darüber, wie das Grasland entstanden ist, ob auf natürliche Weise oder vom Menschen verursacht. Heute glaubt man, dass es auf trockenen Abhängen durch Kahlschlag und Brandrodung entstand, während es sich in tieferen Lagen durch Feuchtigkeit, Frost und Bodenerosion entwickelt hat.

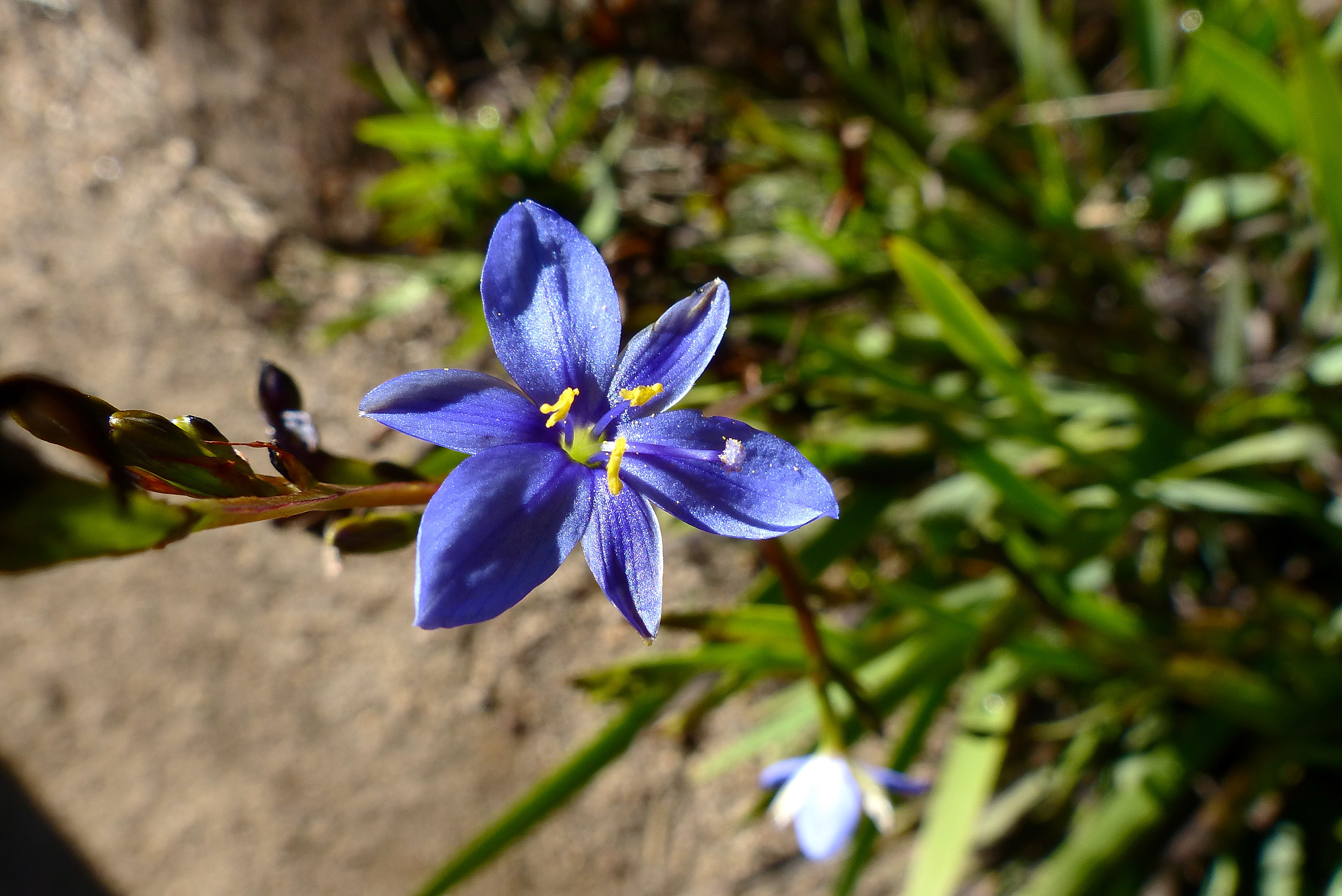
Aristea ecklonii
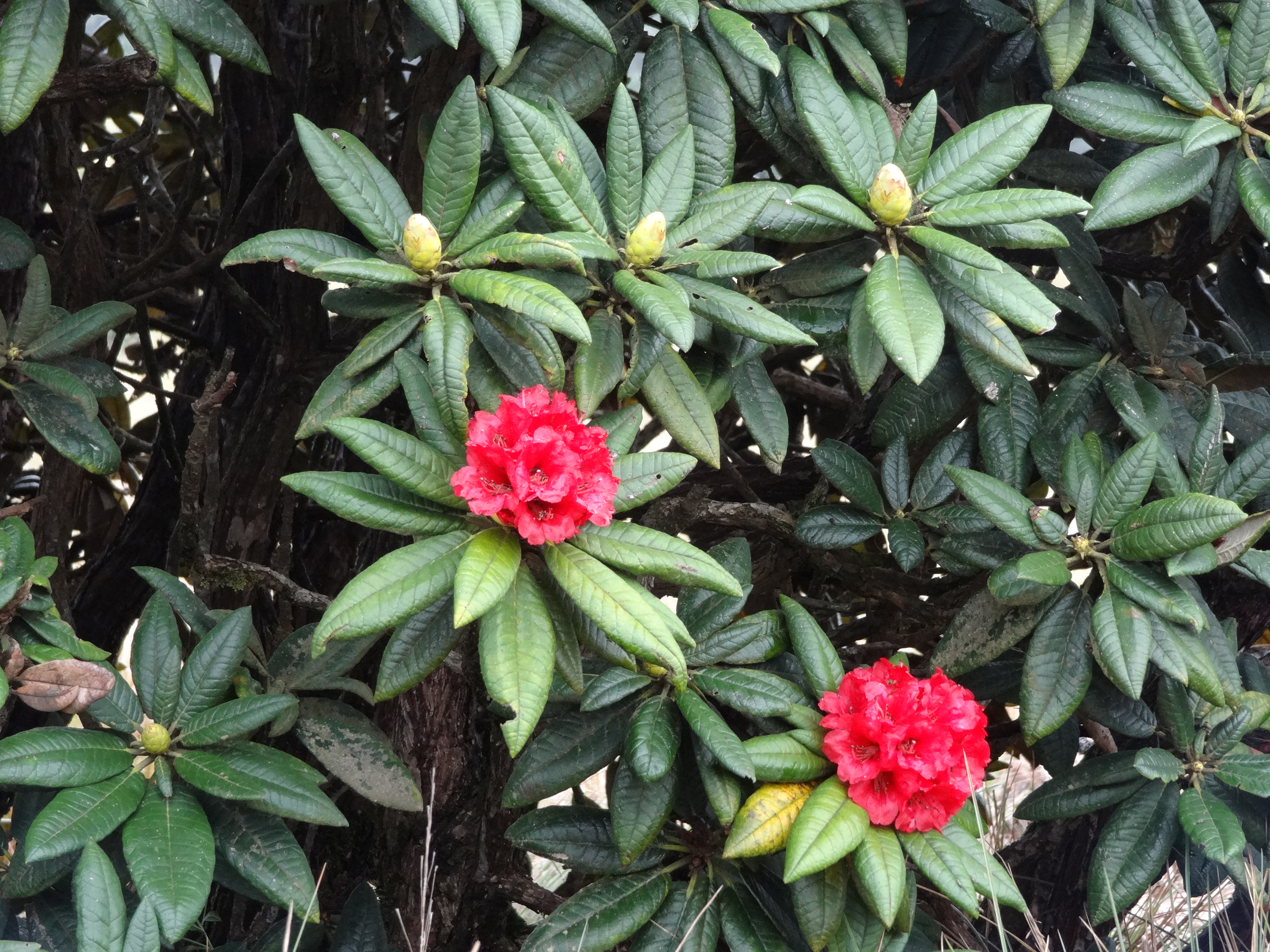
Baum-Rhododendron (Rhododendron arboreum)
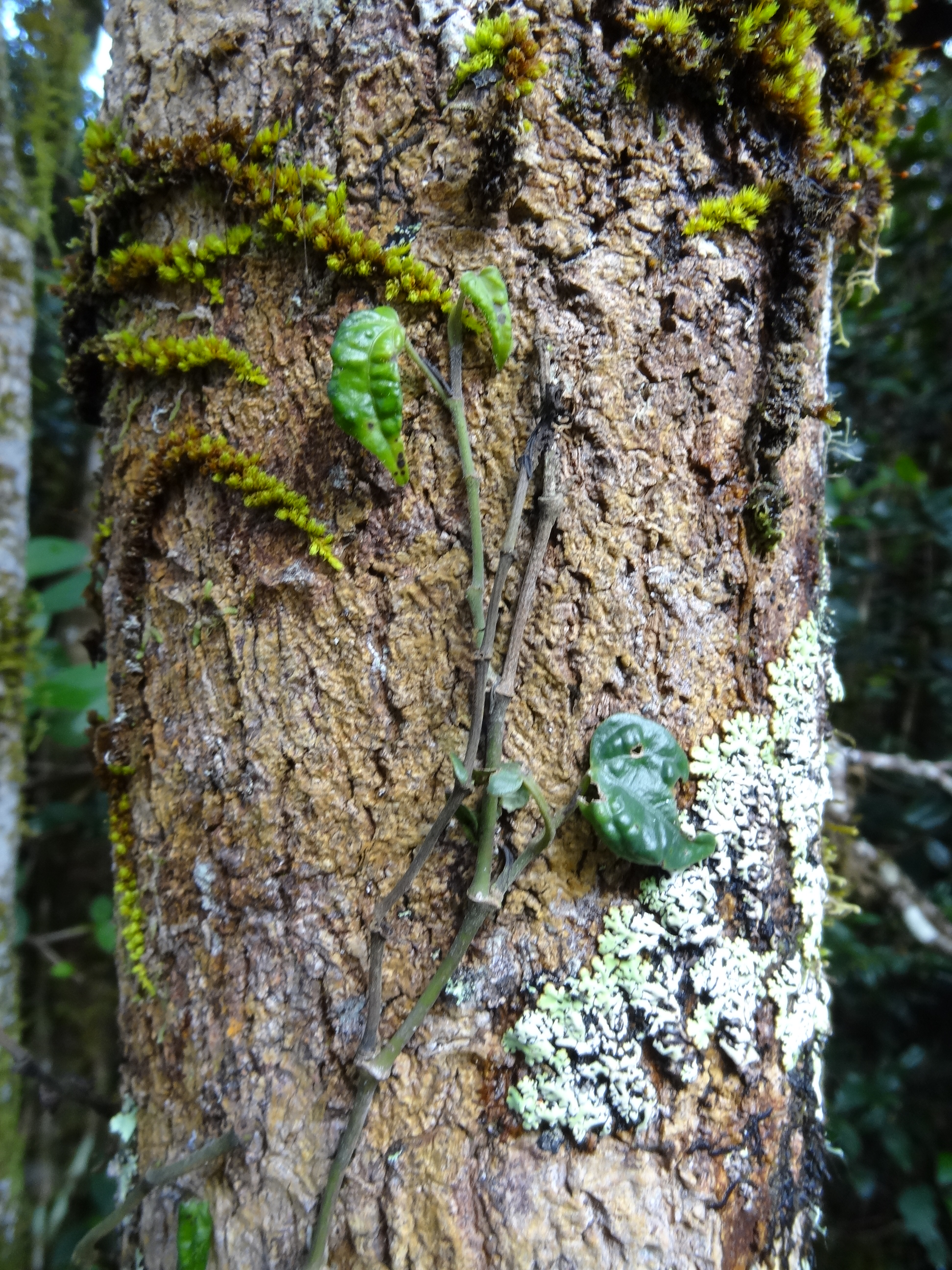
Baumbewuchs
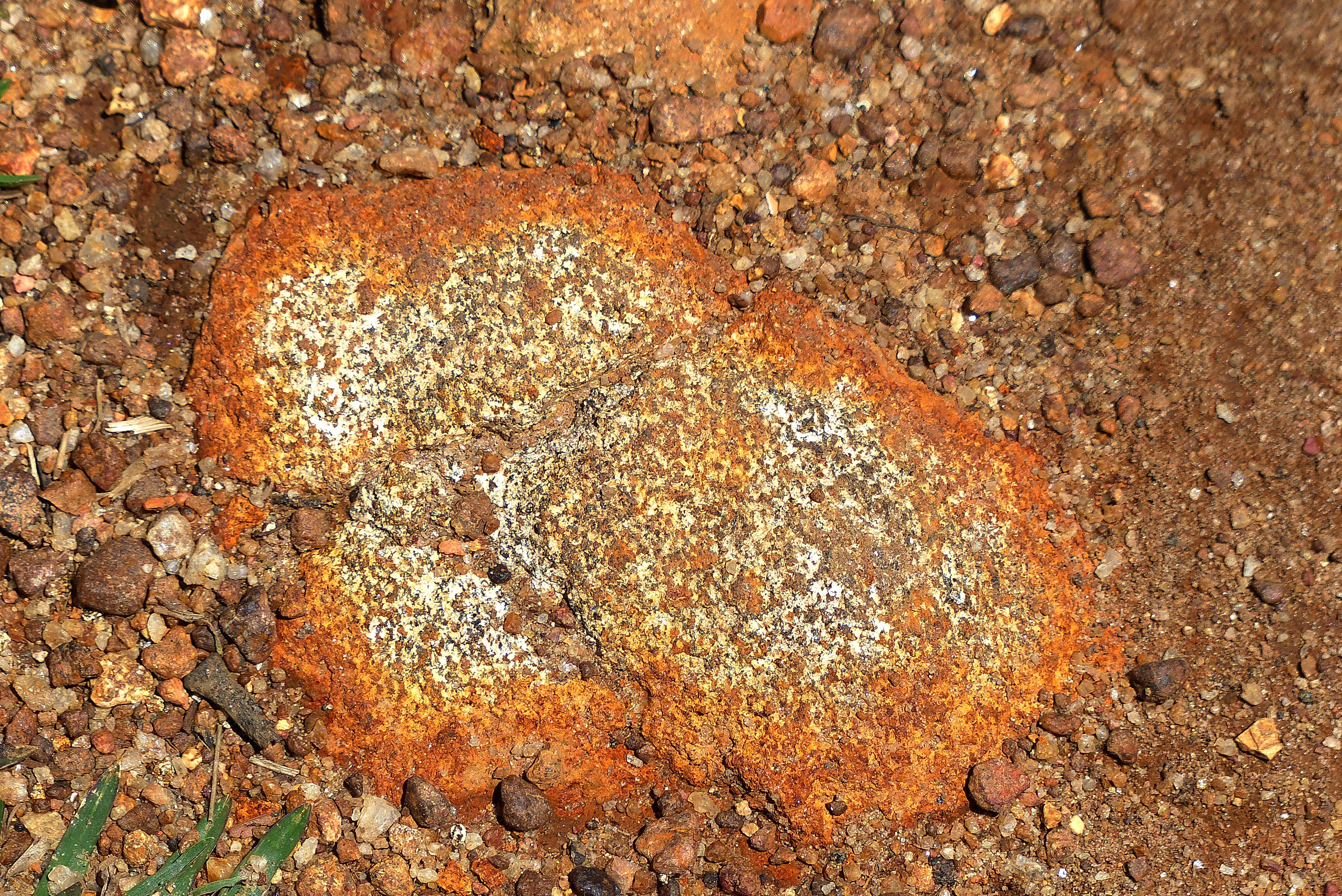
Flechte auf einem Felsen
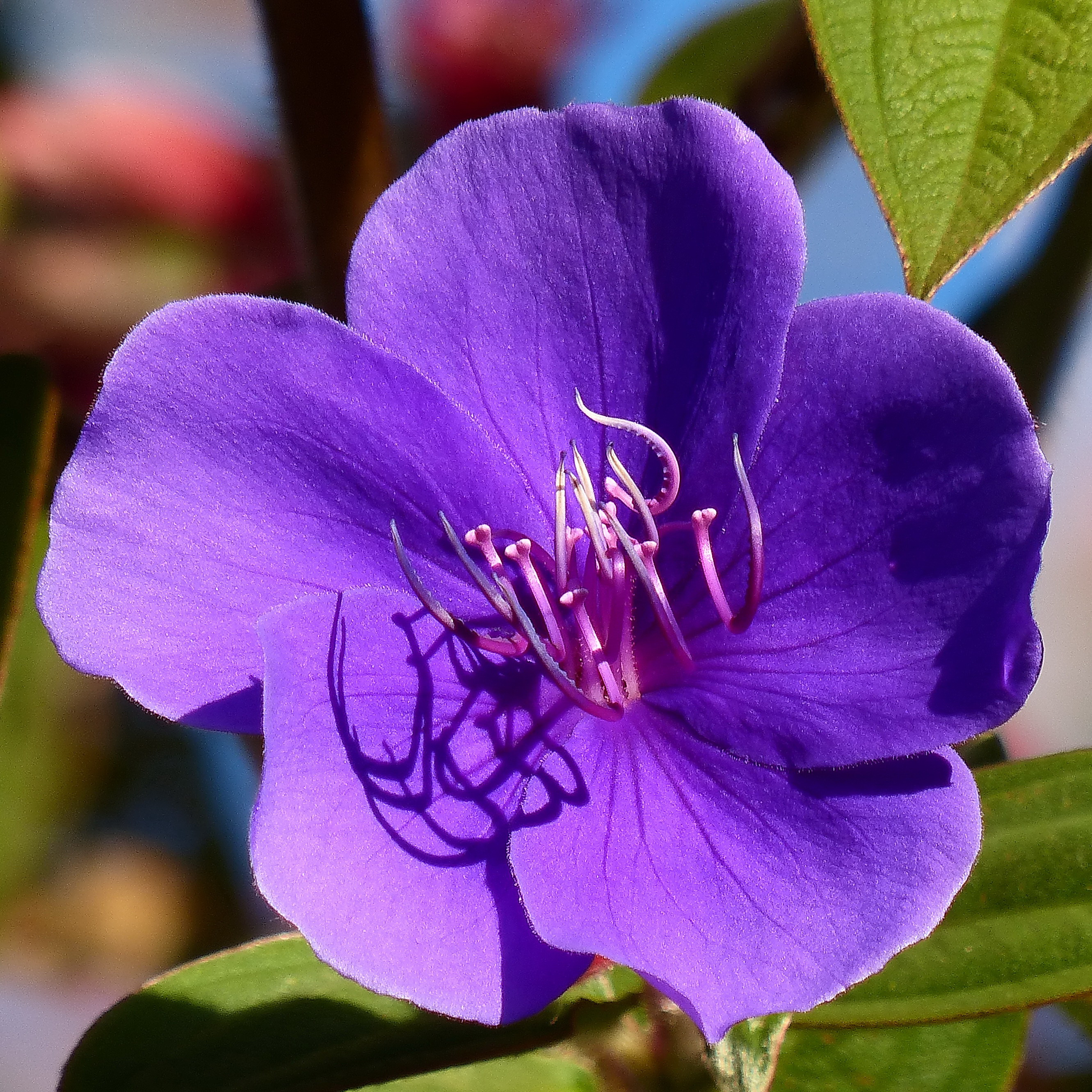
Prinzessinnenblume (Tibouchina urvilleana)

## Fauna
Die Wirbeltierfauna der Region enthält 24 Säugetierarten, 87 Vogelarten, neun Reptilien- und acht Amphibienarten. In den späten 1940er-Jahren verschwand der Sri-Lanka-Elefant (Elephas maximus maximus) aus der Gegend. Heute ist das größte und am häufigsten gesehene Säugetier der Sambar (Rusa unicolor). Die Population wird auf 1500 bis 2000 Tiere geschätzt, was den Park an die Grenzen der Belastbarkeit bringt. Andere Säuger sind Westlicher Ceylon-Hutaffe (Macaca sinica aurifrons), Kelaart-Langkrallenspitzmaus (Feroculus feroculus), Weißbartlangur (Trachypithecus vetulus), Rostkatze (Prionailurus rubiginosus), Sri-Lanka-Leopard (Panthera pardus kotiya), Wildschwein (Sus scrofa), Halsstreifenmanguste (Herpestes vitticollis), Indien-Kantschil (Moschiola indica), Indischer Muntjak (Muntiacus muntjak) und Sri-Lanka-Riesenhörnchen (Ratufa macroura). Fischkatze (Prionailurus viverrinus) und Eurasischer Fischotter (Lutra lutra) suchen die Feuchtgebiete auf, um Wassertiere zu jagen. Der Rote Schlanklori (Loris tardigradus nycticeboides) wurde 1937 entdeckt. Er lebt nur in den Highlands von Sri Lanka und wird als einer der weltweit gefährdetsten Primaten eingeschätzt. Im Juli 2010 gelang es einer Gruppe von Forschern der Zoological Society of London, ein männliches Exemplar erstmals zu fotografieren.
Horton Plains sind eine der bedeutendsten IBAs (Important Bird Areas) auf Sri Lanka. Zusammen mit dem benachbarten Peak Wilderness Sanctuary beherbergt der Park 21 Vogelarten, die nur auf dieser Insel vorkommen. Vier davon, Schmuckkitta (Urocissa ornata), Ceylonschnäpper (Eumyias sordidus), Ceylonbrillenvogel (Zosterops ceylonensis) und Ceylontaube (Columba torringtonii) gibt es nur in Horton Plains.
Andere endemische Arten sind Ceylonspornhuhn (Galloperdix bicalcarata), Ceylonhuhn (Gallus lafayetii), Goldstirn-Bartvogel (Megalaima flavifrons), Ceylondrossling (Turdoides rufescens), Ceylonbuschsänger (Elaphrornis palliseri) und Ceylonpfeifdrossel (Myophonus blighi), die 1868 entdeckt wurde. Viele Vögel wie der Mauersegler (Apus apus) ziehen im Winter fort. Greifvögel sind der Haubenschlangenadler (Spilornis cheela), Berghaubenadler (Nisaetus nipalensis), Gleitaar (Elanus caeruleus) und Wanderfalke (Falco peregrinus). Der Gelbscheitelbülbül (Pycnonotus zeylanicus) und das Bergbronzemännchen (Lonchura kelaarti) sind weit verbreitet.
Sri Lanka wird weltweit als Paradies für Herpetologen erachtet. Es wird vermutet, dass fünfzehn Amphibienarten den Horton-Plains-Nationalpark bewohnen, unter ihnen Microhyla zeylanica und Ramanella palmata aus der Familie der Engmaulfrösche, Zakerana greenii, Rana gracilis, und Ruderfrösche wie Ceylonesischer Ruderfrosch (Philautus microtympanum), Philautus alto, Philautus femoralis, Philautus frankenbergi und Philautus schmarda sowie Polypedates eques. Es wurden Agamen wie die Schwarzlippen-Schönechse (Calotes nigrilabris), die Hornagame (Ceratophora stoddartii), die Ceylon-Taubagame (Cophotis ceylanica), die Glattechse Lankascincus taprobanensis, die Wolfszahnnatter Aspidura trachyprocta und die Indische Rattenschlange Ptyas mucosus beobachtet. Es gibt unter anderem zwei Fischarten im Park, Karpfen (Cyprinus carpio) und Regenbogenforellen (Oncorhynchus mykiss), beide sind vom Menschen eingesetzt worden. Horton Plains ist auch Heimat vieler endemischer Schalentiere wie Caridina singhalensis und Perbrinckia-Arten. Die Kaltwassergarnele Caridina singhalensis wird nur in Gewässern mit Temperaturen unter 15 °C gefunden.

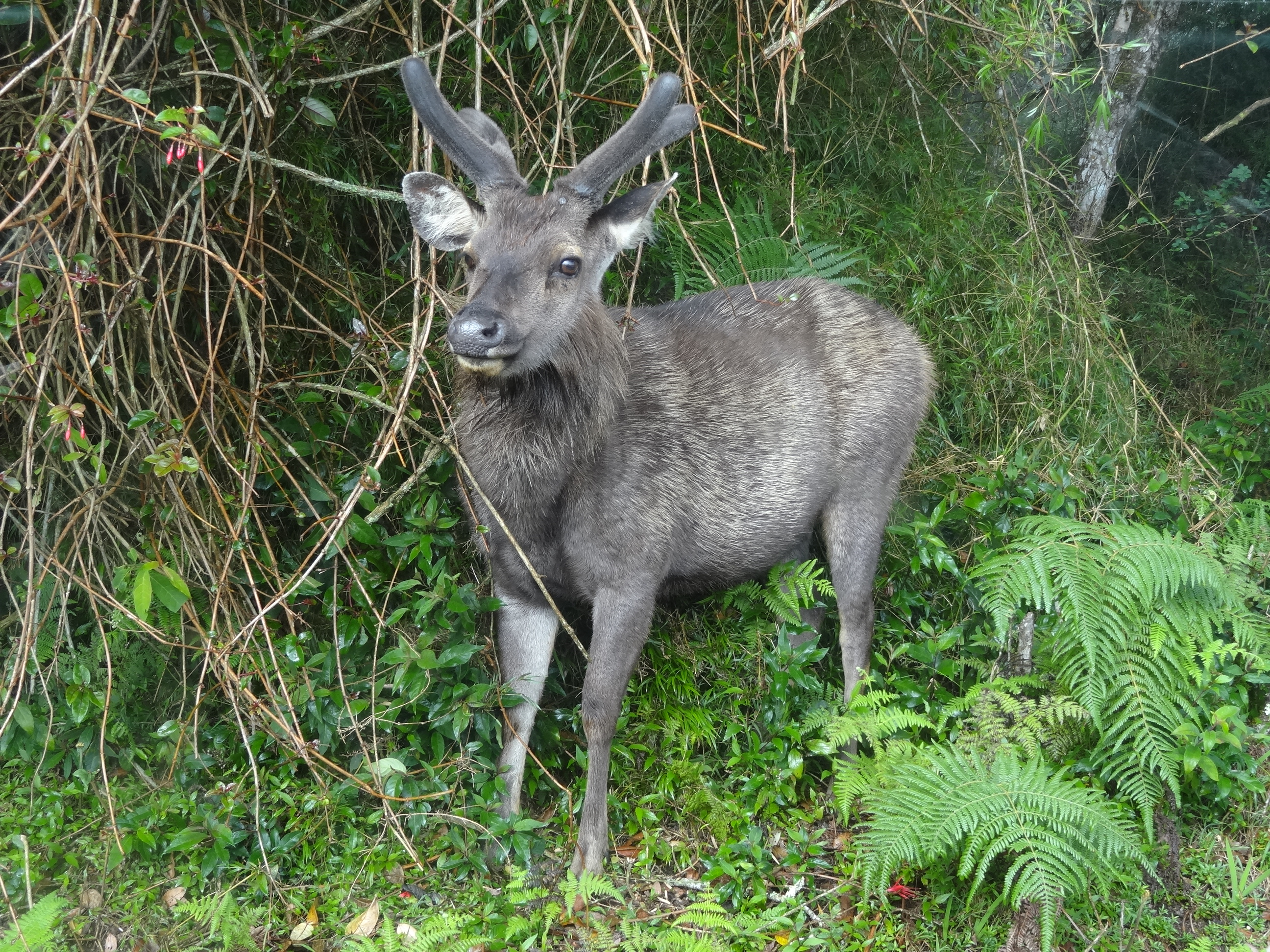
Sambar (Rusa unicolor)
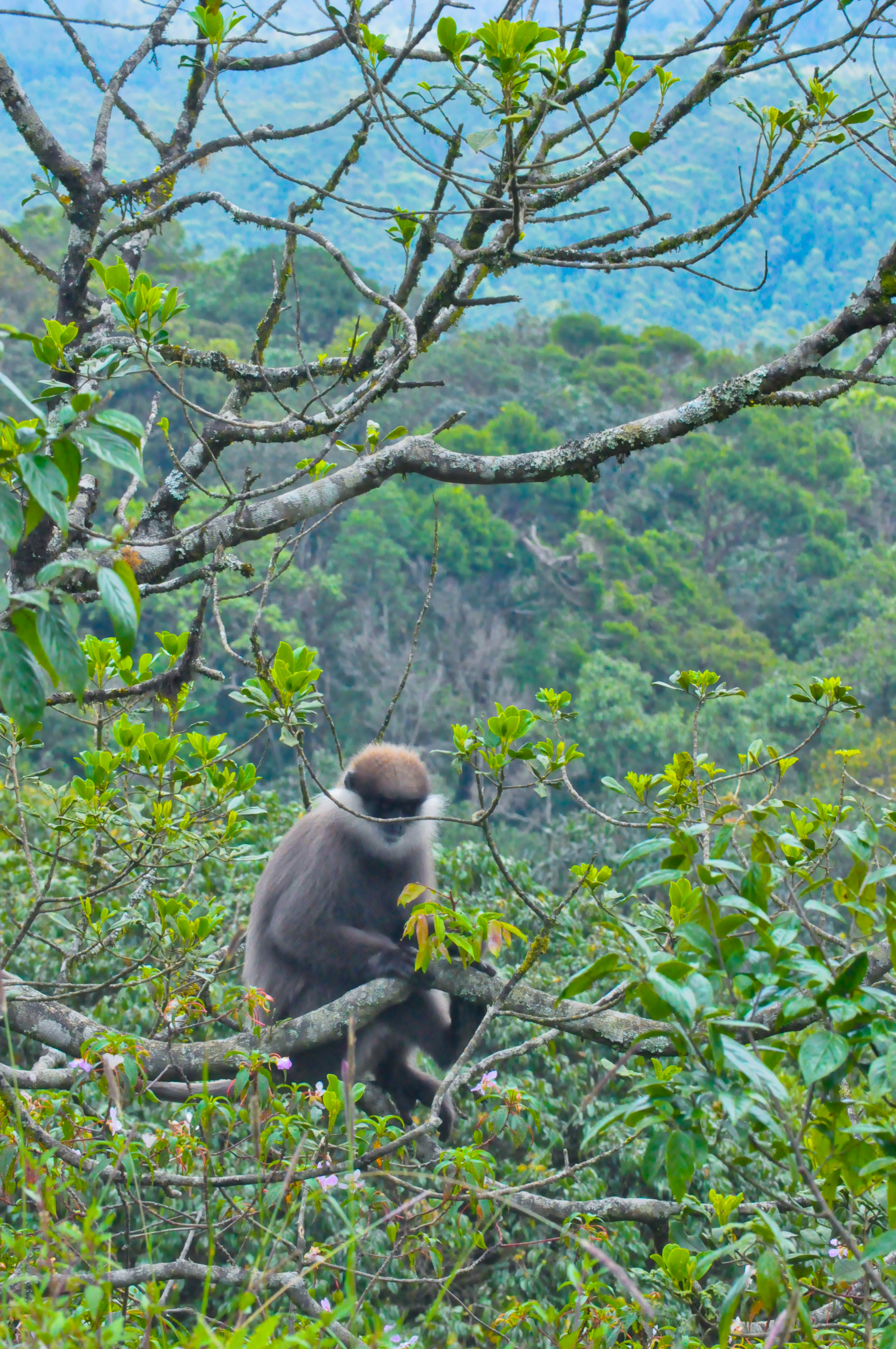
Weißbartlangur (Trachypithecus vetulus)
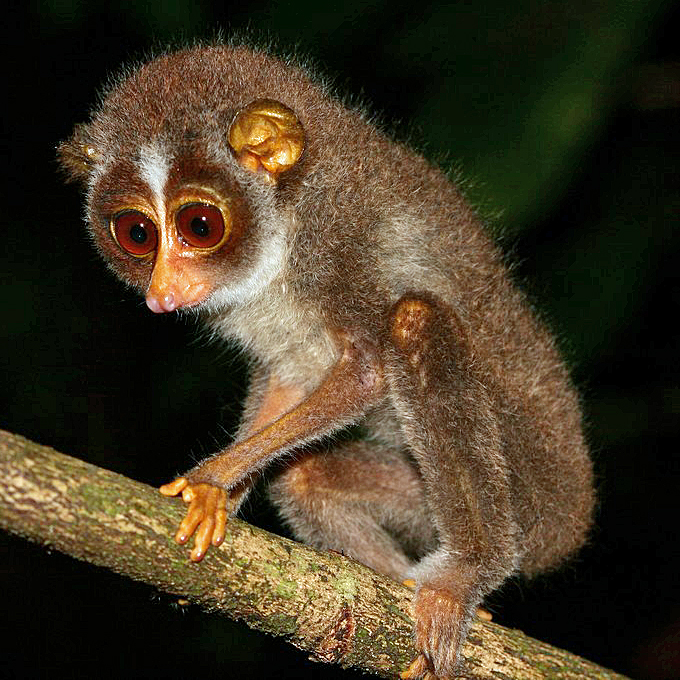
Roter Schlanklori (Loris tardigradus)
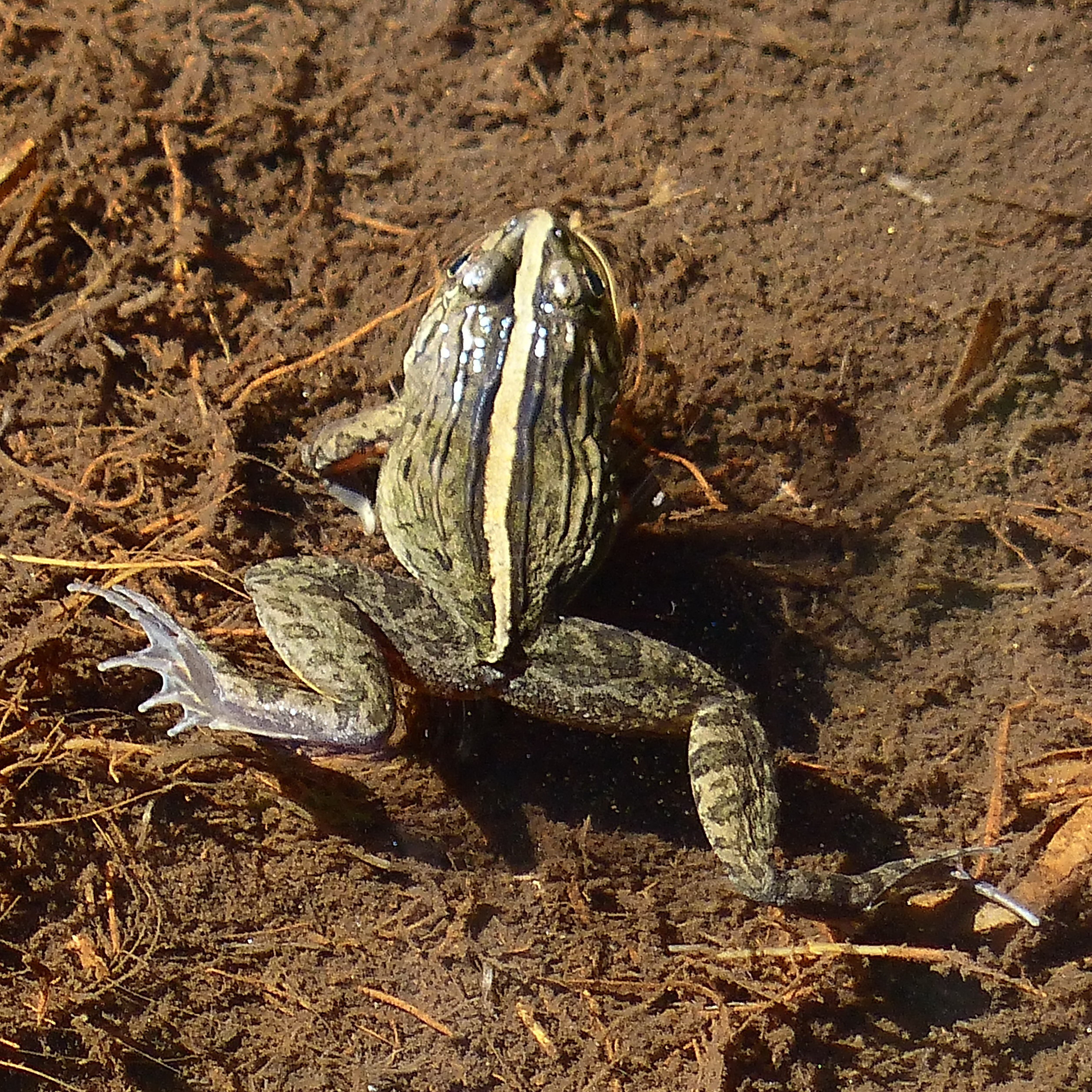
Zakerana kirtisinghei
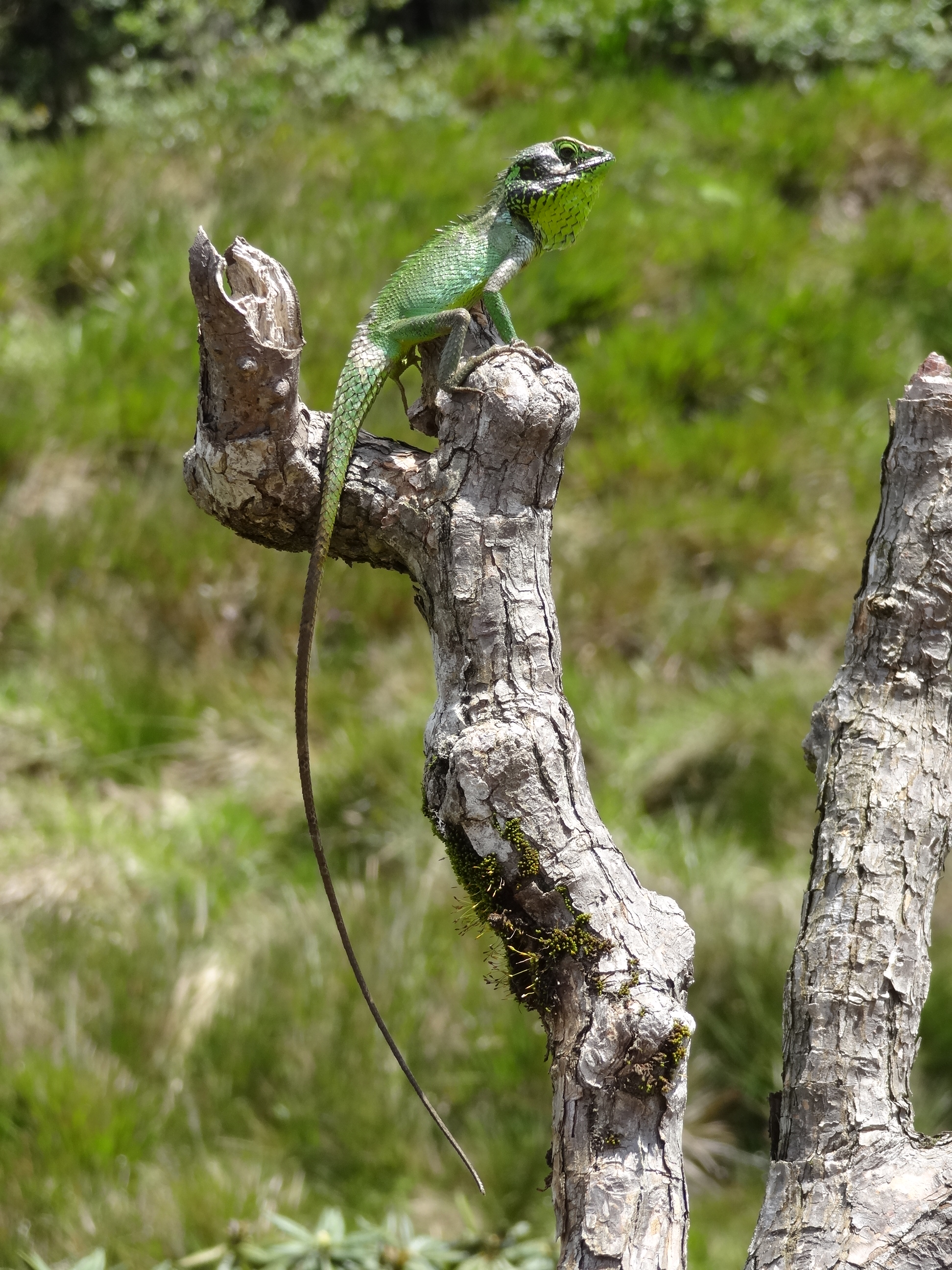
Schwarzlippen-Schönechse (Calotes nigrilabris)
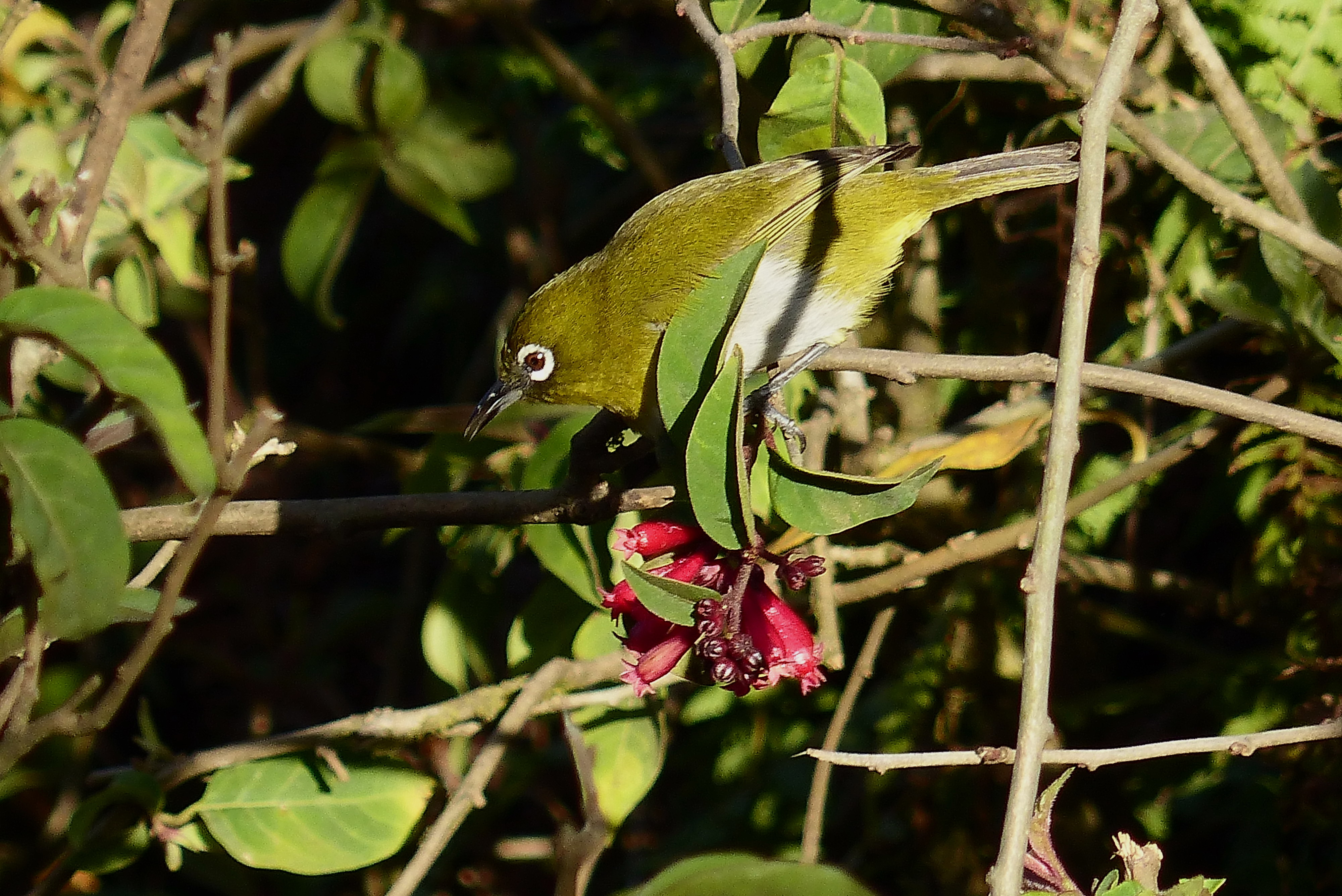
Ceylonbrillenvogel (Zosterops ceylonensis)
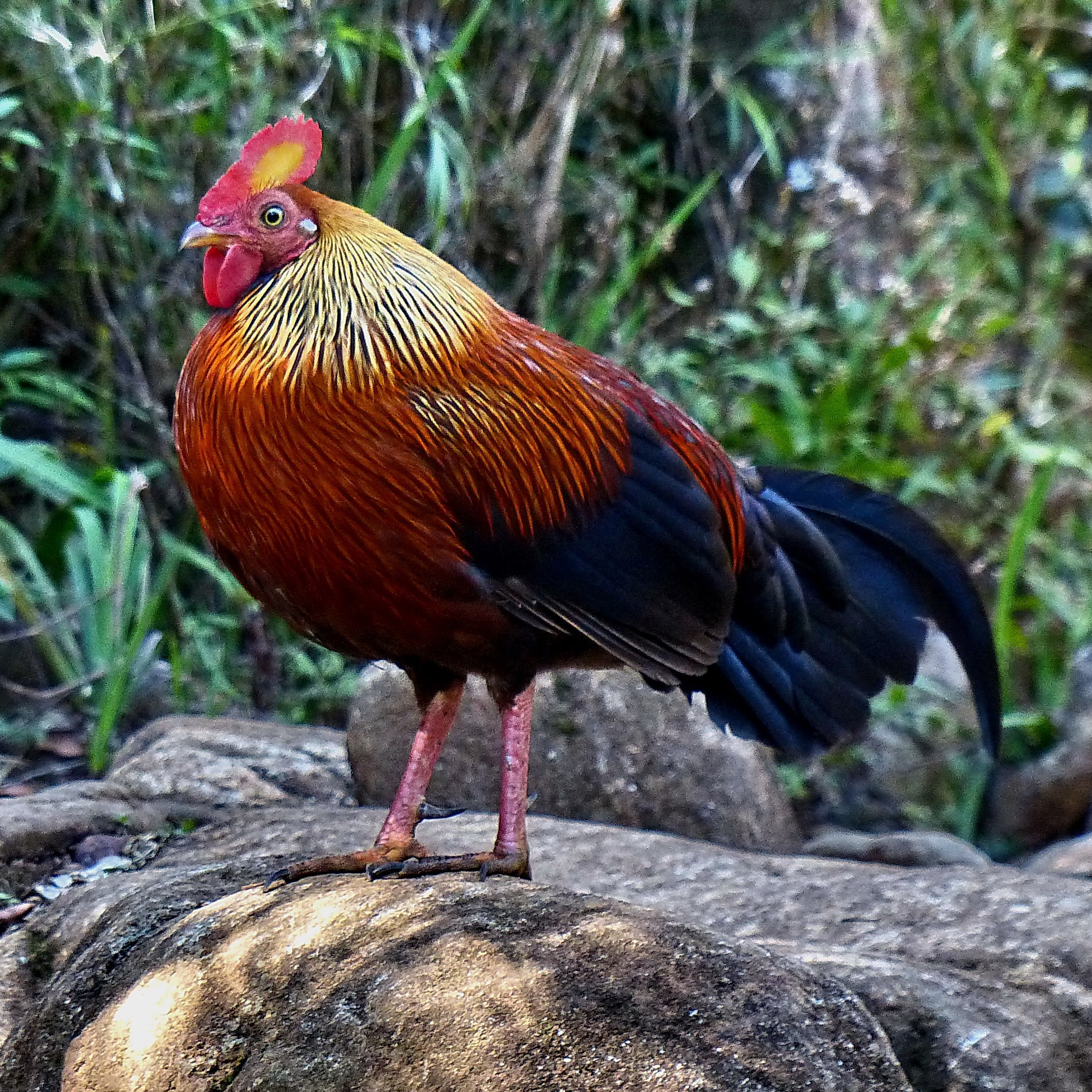
Ceylonhuhn (Gallus lafayetii)

## Touristenattraktionen

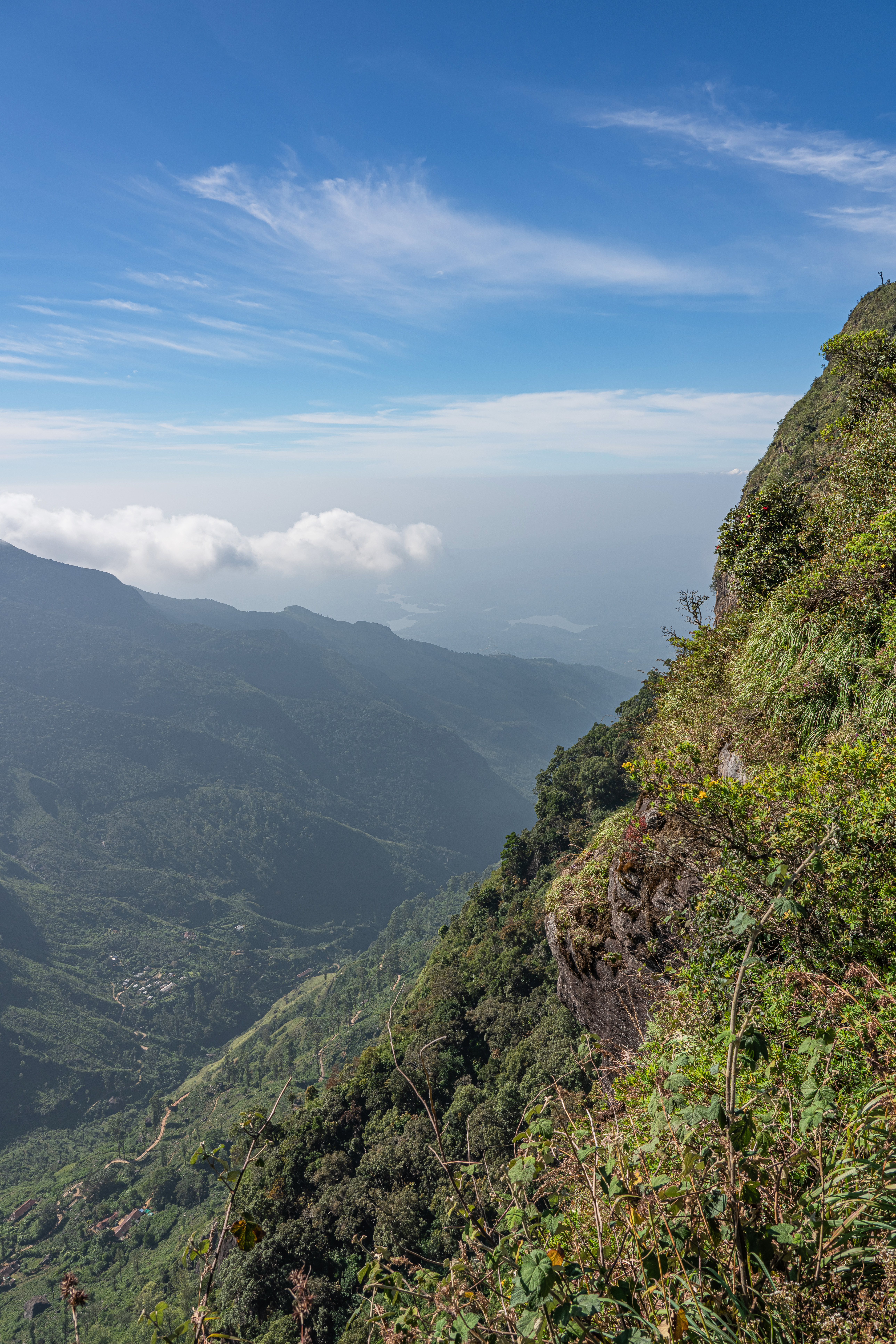
World’s End

Horton Plains ist ein beliebtes Touristenziel und ermöglicht dem Staat beträchtliche Einkünfte. Der Park kann über zwei Straßen (Nuwara Eliya-Ambewela-Pattipola oder Haputale-Boralanda) erreicht werden. Eisenbahnstationen an der Bahnstrecke Colombo–Badulla befinden sich in Ohiya, Ambewela und Pattipola, die letztgenannte ist mit 1891 Metern die höchstgelegene auf Sri Lanka.
Die bekannteste Attraktion des Parks ist World’s End, ein Steilabhang von über 870 m, der bei klarer Sicht (am frühen Morgen) einen Ausblick bis zum Meer im Süden ermöglicht. Nicht weit davon liegt eine zweite Klippe mit 270 m Höhe, Small World’s End. Oft steigen mit zunehmender Wärme Wolken hoch, welche die Sicht in die Ebene behindern.

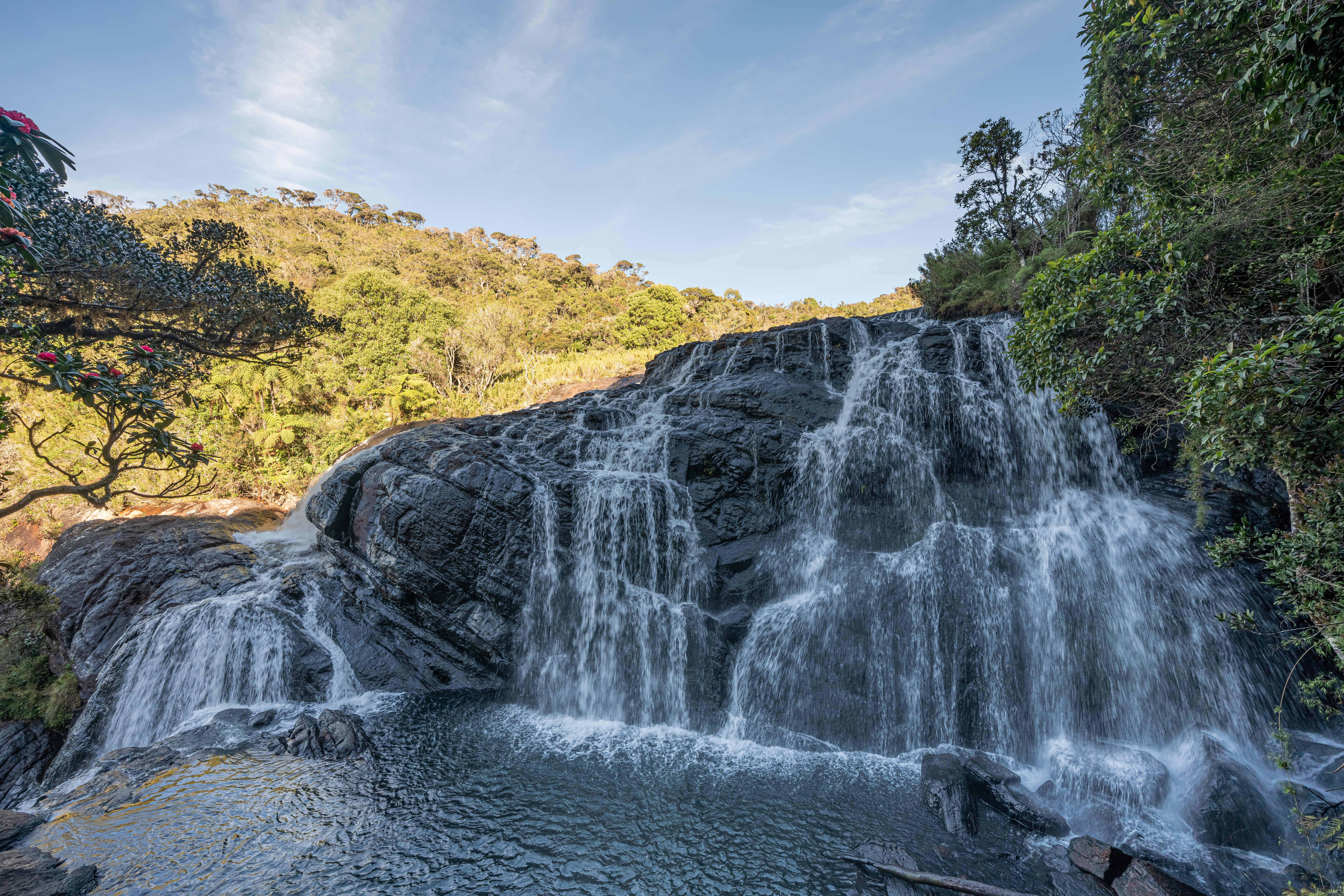
Baker’s Falls

Die Baker’s Falls Wasserfälle sind eine weitere Sehenswürdigkeit. Sie entstehen aus dem Fluss Belihul Oya, einem Nebenfluss des Walawe und sind etwa 20 Meter hoch. Benannt wurden sie nach dem Jäger und Entdecker Sir Samuel Baker, dem Gründer der Stadt Nuwara Eliya, die nördlich des Parks liegt. Slab Rock Falls ist ein anderer bekannter Wasserfall. Im Süden unterhalb des Hochplateaus liegt die Samanalawewa-Talsperre.

## Bedrohungen und Umweltschutz
Der Nationalpark wird von einer 1,6 km breiten gesetzlich festgelegten Pufferzone umgeben. Von den vermehrungsfreudigen Pflanzenarten wie Adlerfarn (Pteridium aquilinum) und Pennisetum spp. im Schutzgebiet ist vor allem der Stechginster (Ulex europaeus) ein Problem. Bis zum Jahr 2012 wurden 22 von den betroffenen 30 ha beseitigt. Die eingeführte Regenbogenforelle verdrängt möglicherweise endemische Fisch-, Amphibien- und Krustentierarten. Einige Sambarhirsche starben, weil sie Abfälle von Polyethylen gefressen hatten, daher dürfen Besucher keine Plastiktüten in den Park bringen; am Eingang wird das Gepäck nach PET-Flaschen durchsucht.
Horton Plains war zwischen 1831 und 1948, der Unabhängigkeitserklärung Sri Lankas, ein Jagdgrund auf Sambarhirsche, zu einem geringeren Maße wurden auch Elefanten und Wildschweine erlegt. Während dieser Zeit wurden tiefer gelegene Abhänge anfangs für Kaffeepflanzungen, später für Teeplantagen abgeholzt. Im Grasland baute man Kartoffeln an, doch wurde dies 1977 aufgegeben. Nachdem Horton Plains zum Nationalpark erklärt worden war, wandelte man diese Felder wieder in Wiesen um.
Tourismusbezogene Probleme wie Pflanzendiebstahl, Umweltverschmutzung durch Abfälle, Feuer und Lärm sind heute die hauptsächlichsten Aufgaben des Umweltschutzes. Edelsteinschürfung, Bauholzfällung, das Sammeln von Pflanzen für medizinische Zwecke, Wilderei und Touristenverkehr sind weitere Bedrohungen.
Eine erstmals 1978 beschriebene Gefahr stellt das Waldsterben dar. In einigen Gebieten, vor allem in den Außenbezirken, hat dies beinahe die Hälfte der Vegetation ereilt. Der Hauptgrund dafür ist Wassermangel, da Dürreperioden in den letzten Jahren häufiger auftreten. Eine Wiederaufforstung wird vom Frost behindert, der zunehmend stärker wird. Das Phänomen hat 22 Pflanzenarten betroffen, wovon Calophyllum walkeri am meisten leidet. Eine Studie vermutet, dass geringes Kalkvorkommen eine Übersäuerung des Bodens verursacht und erhöhte Giftkonzentration durch metallische Spurenelemente wie Aluminium das Pflanzensterben begünstigt, ebenso wie das Auslaugen von Nährstoffen.

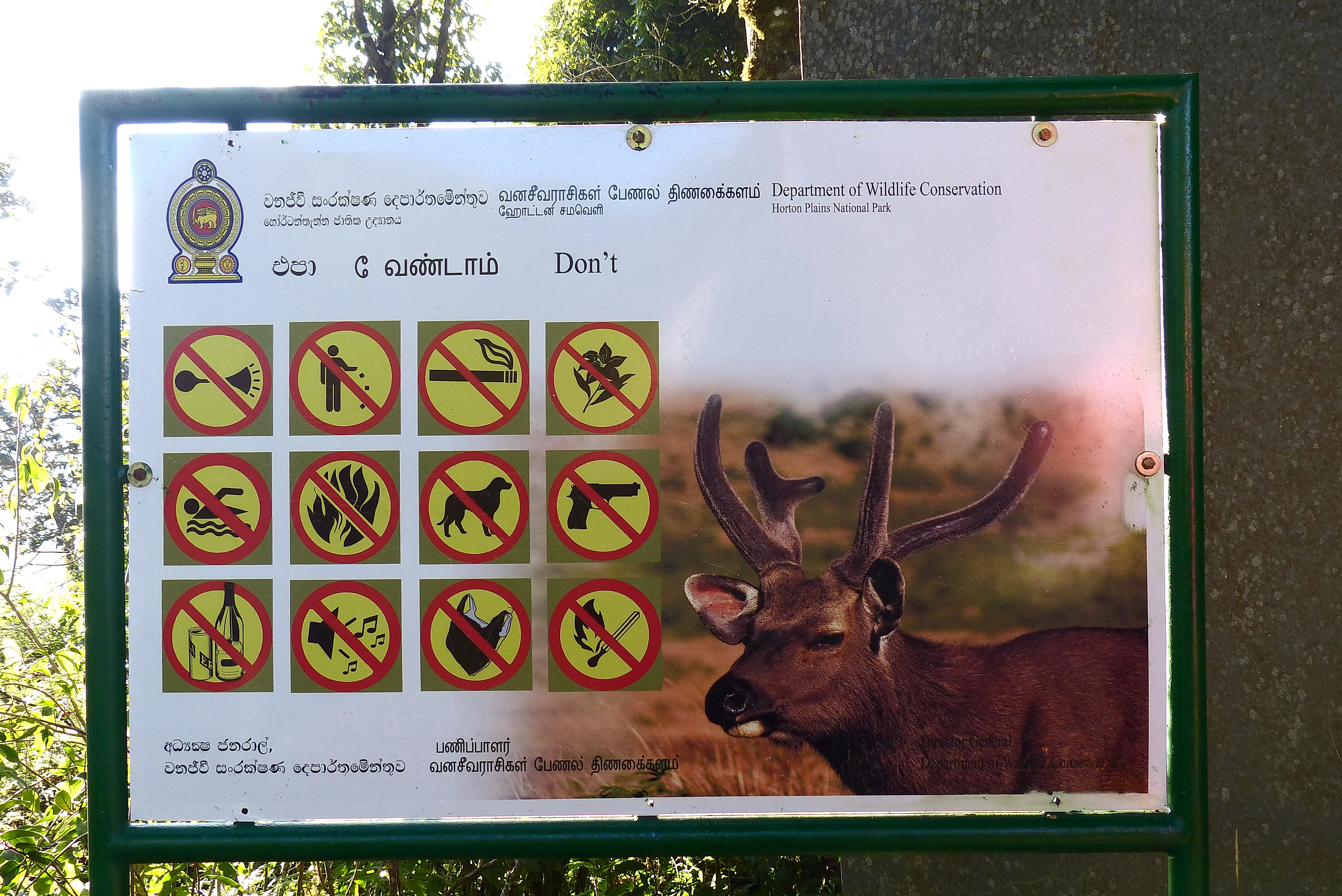
Informationstafel am Eingang des Parks
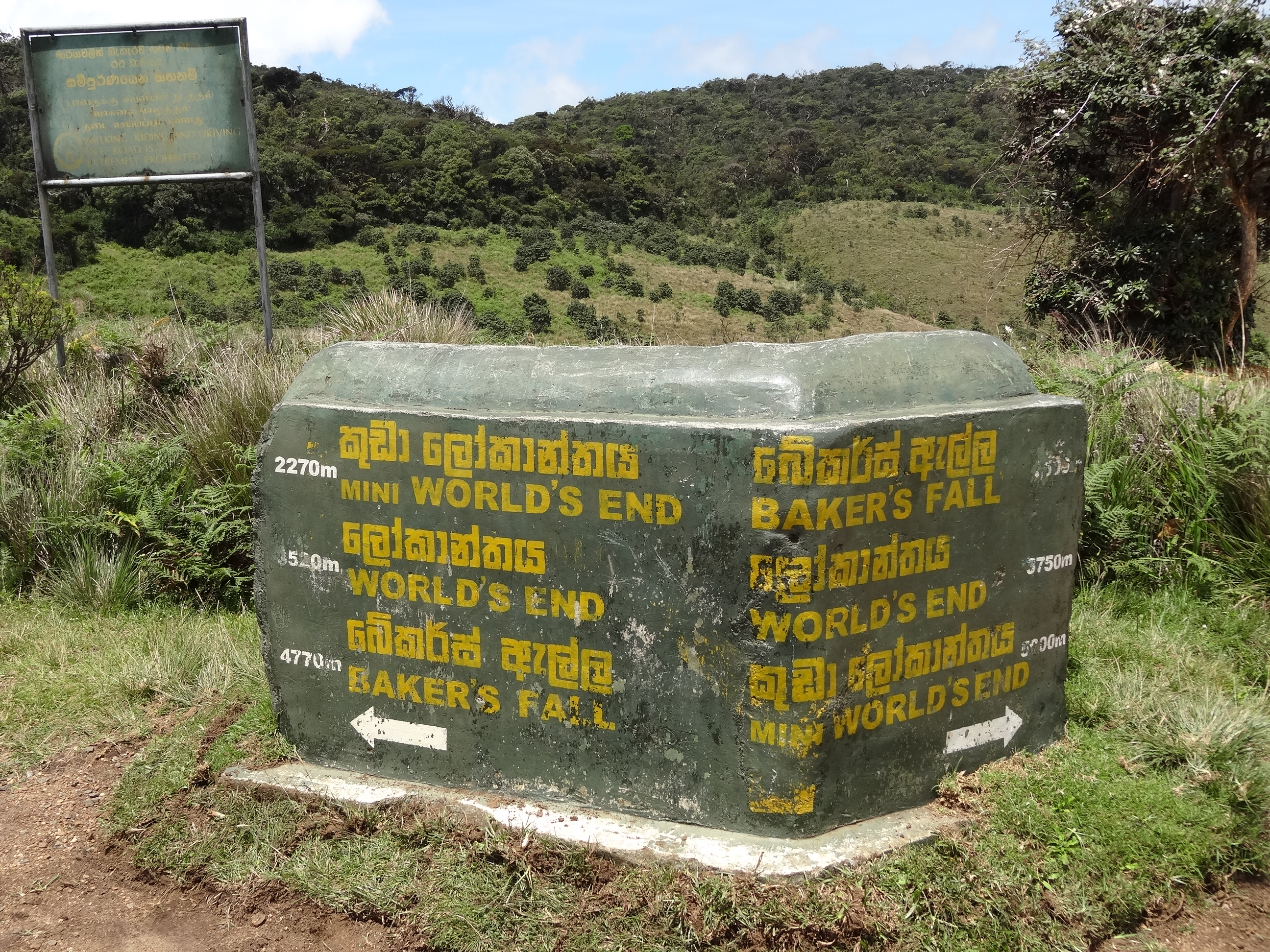
Wegweiser zur Besucherlenkung am Pfad zu „World's End“ / „Bakers Falls“
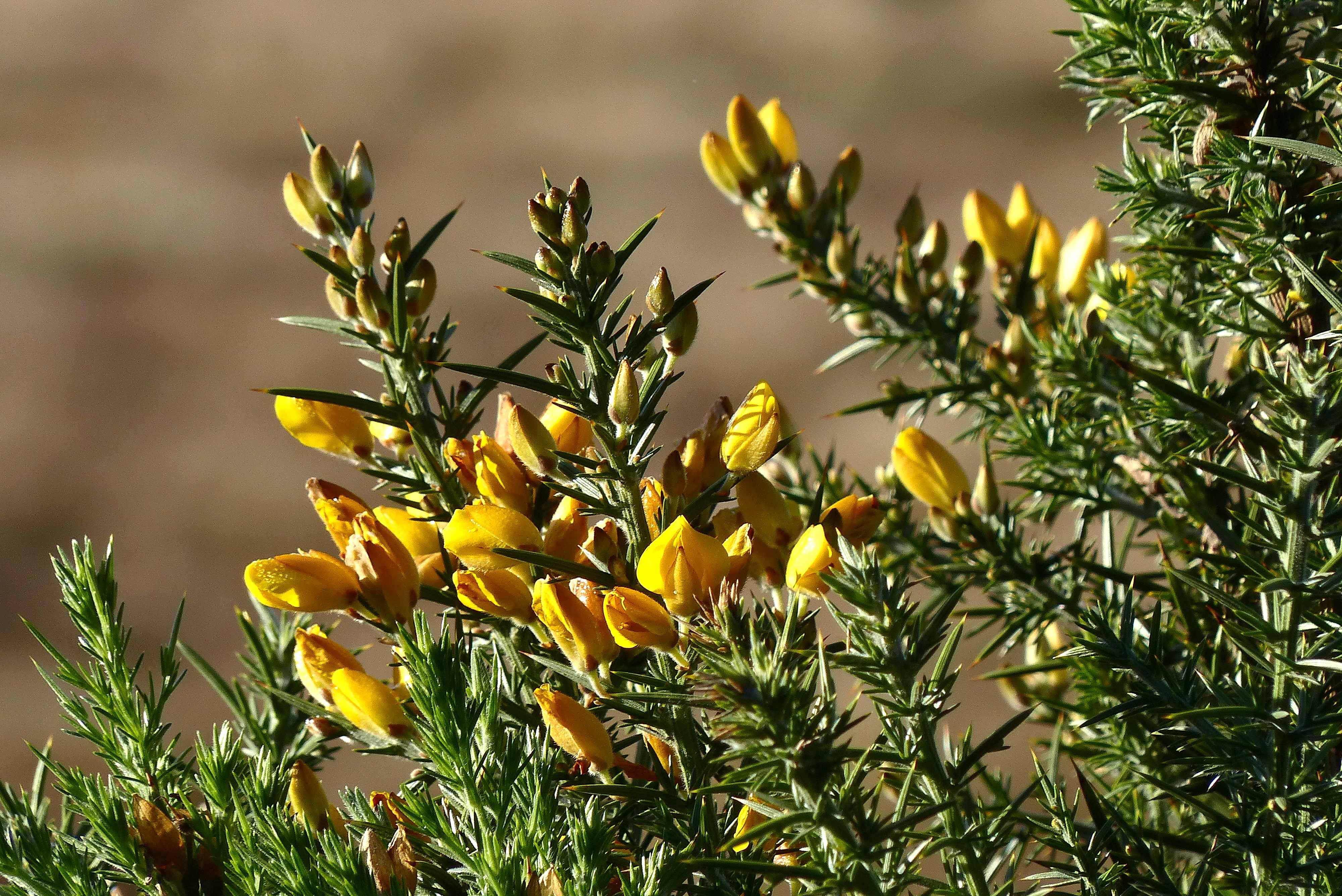
Stechginster (Ulex europaeus)
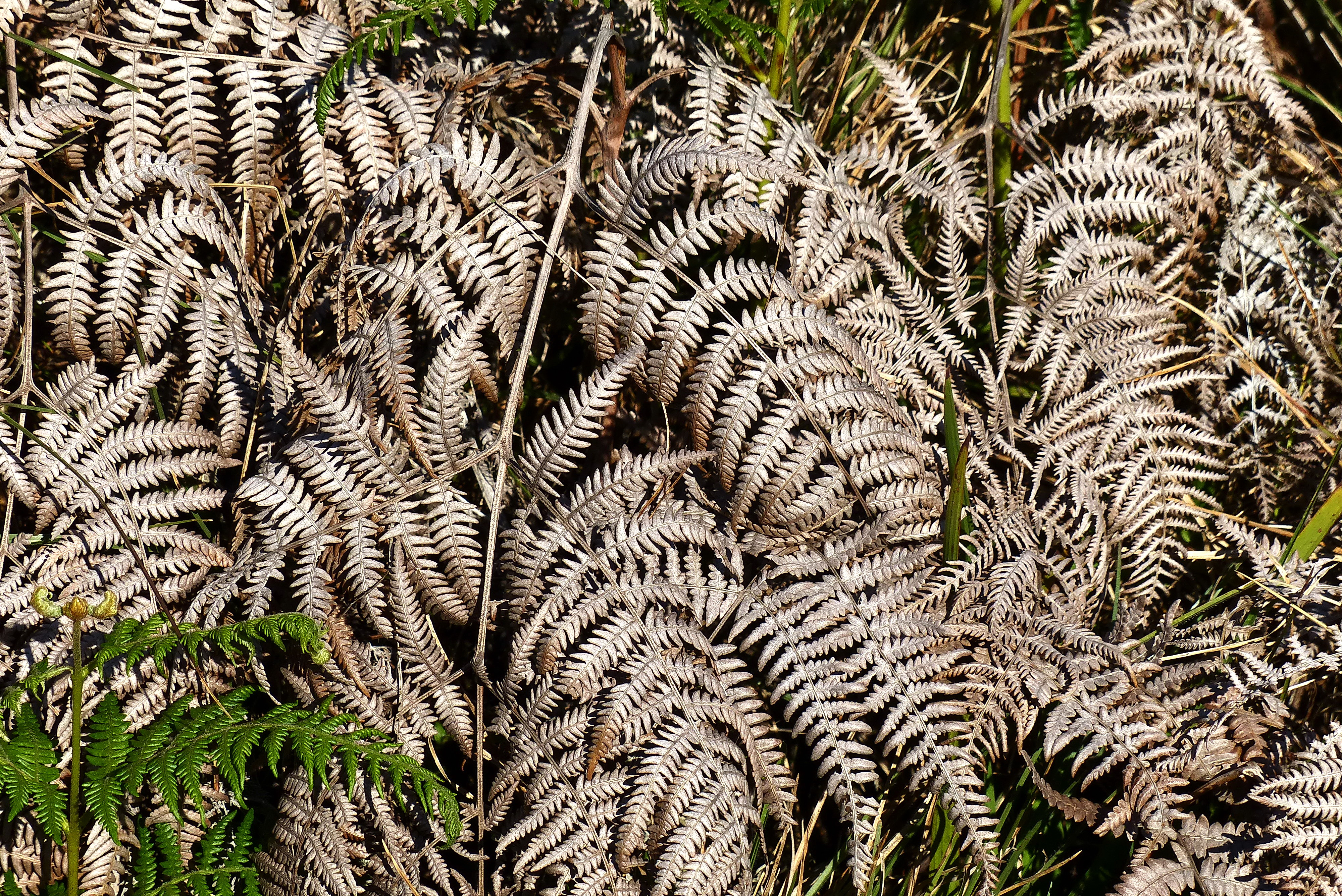
Adlerfarn (Pteridium aquilinum)
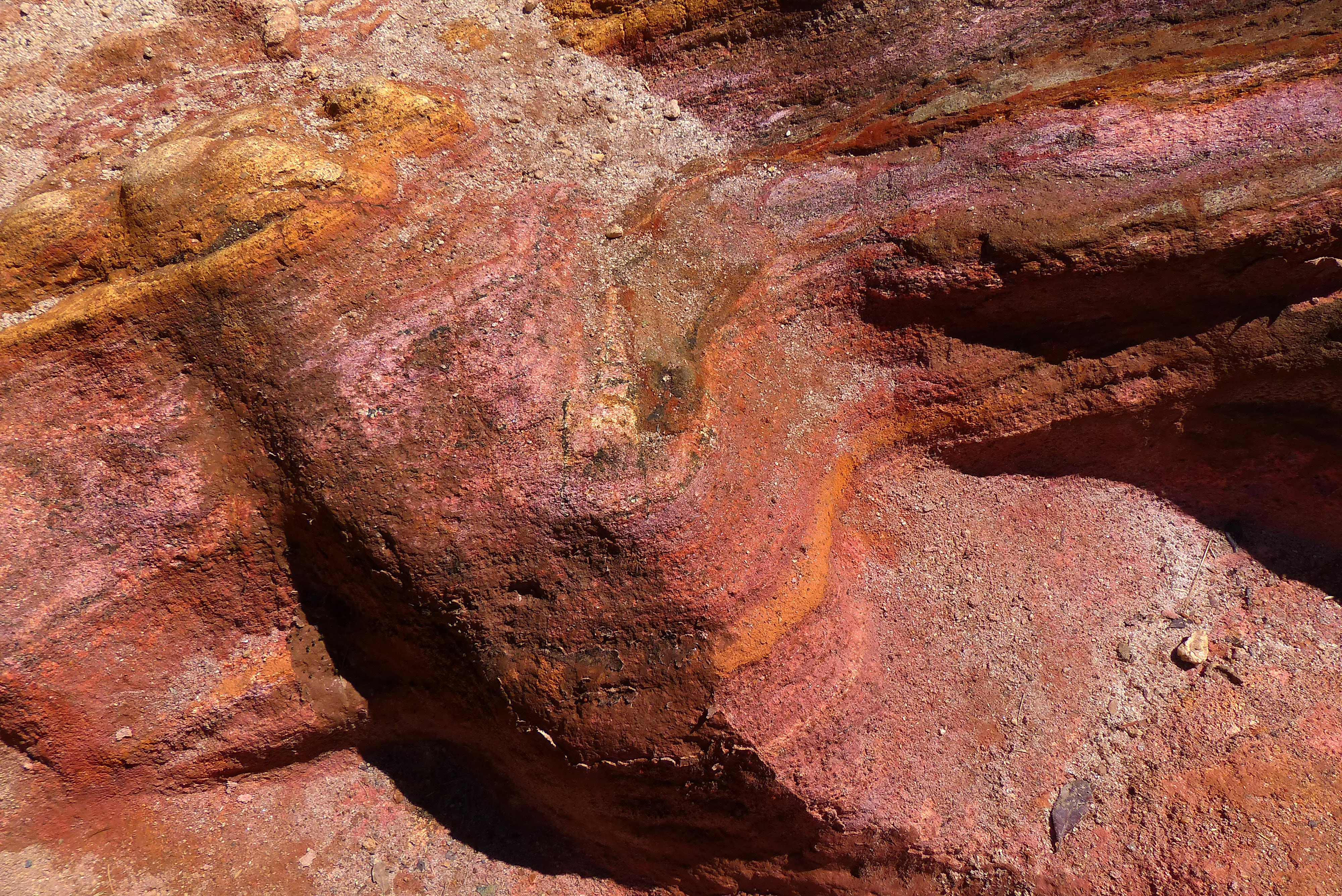
Felsiger Weg mit farbigem Gestein